# جنسیس جی۷۰
جنسیس جی۷۰ (به کره‌ای: 제네시스 G70) یک خودروی ۴ در سدان اندازه متوسط است که توسط شرکت هیوندای با نام تجاری جنسیس تولید می‌شود.
در ۸ سپتامبر ۲۰۲۰ جنسیس از مدل فیس‌لیفت این خودرو رونمایی کرد، که در سال ۲۰۲۲ به بازار عرضه خواهد شد.

## نگارخانه

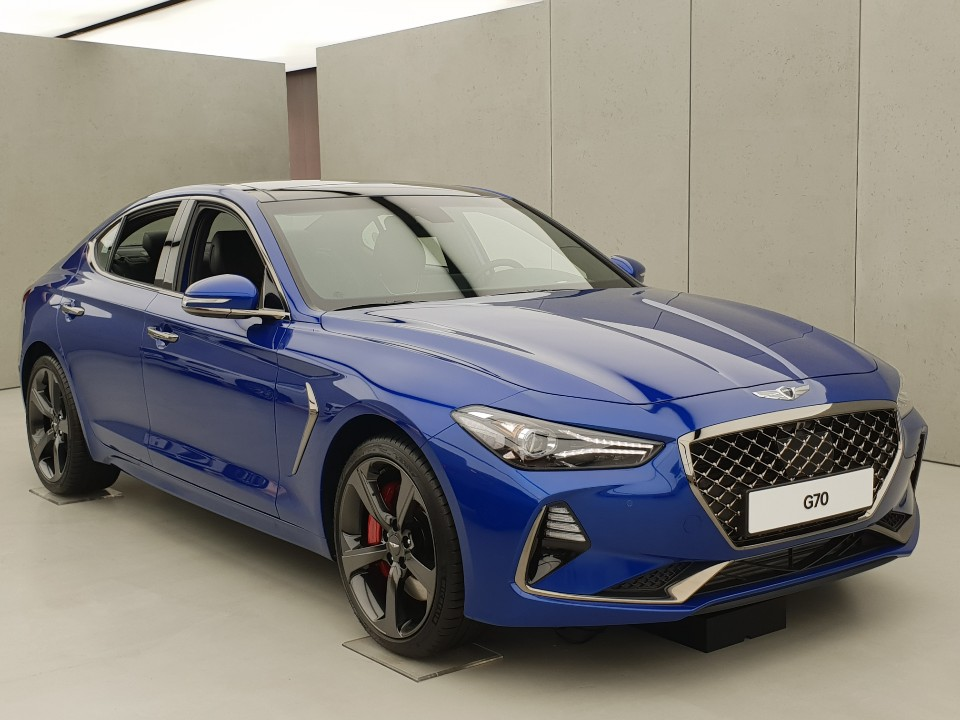
نمای جلو
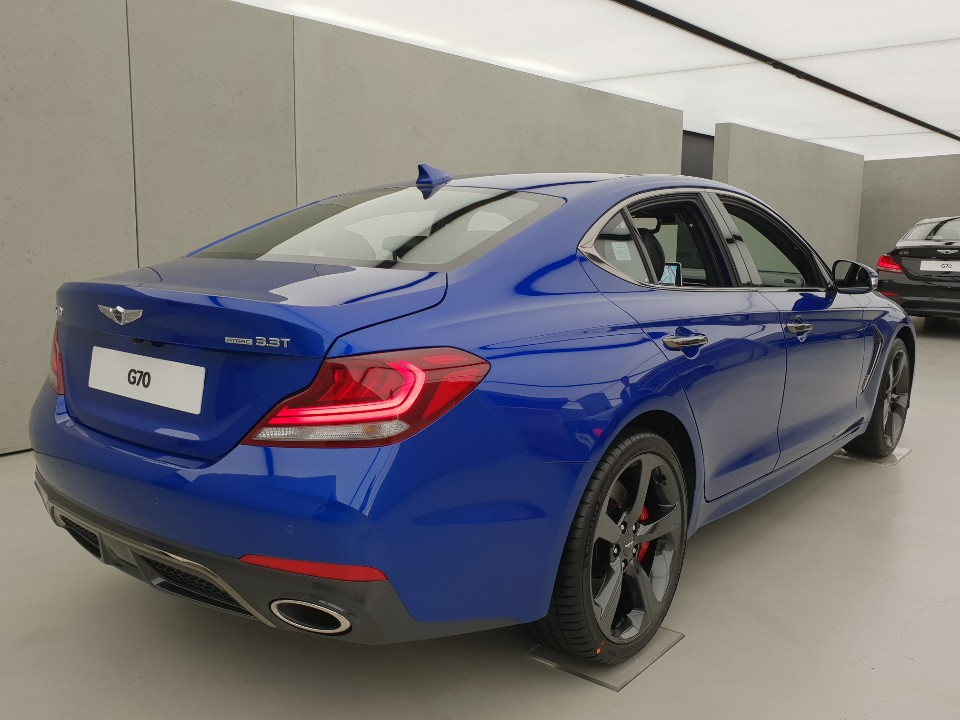
نمای عقب
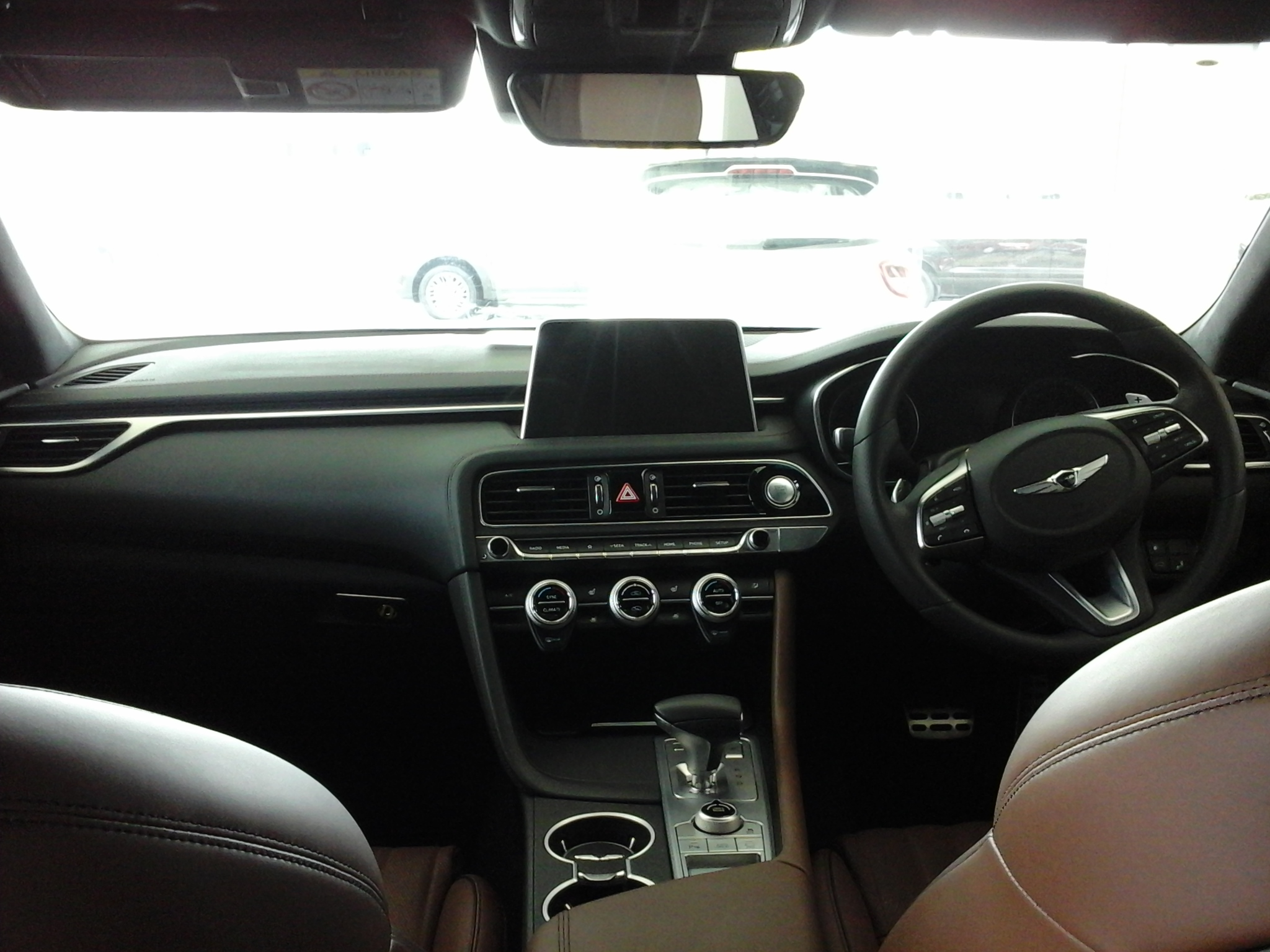
نمای داخلی
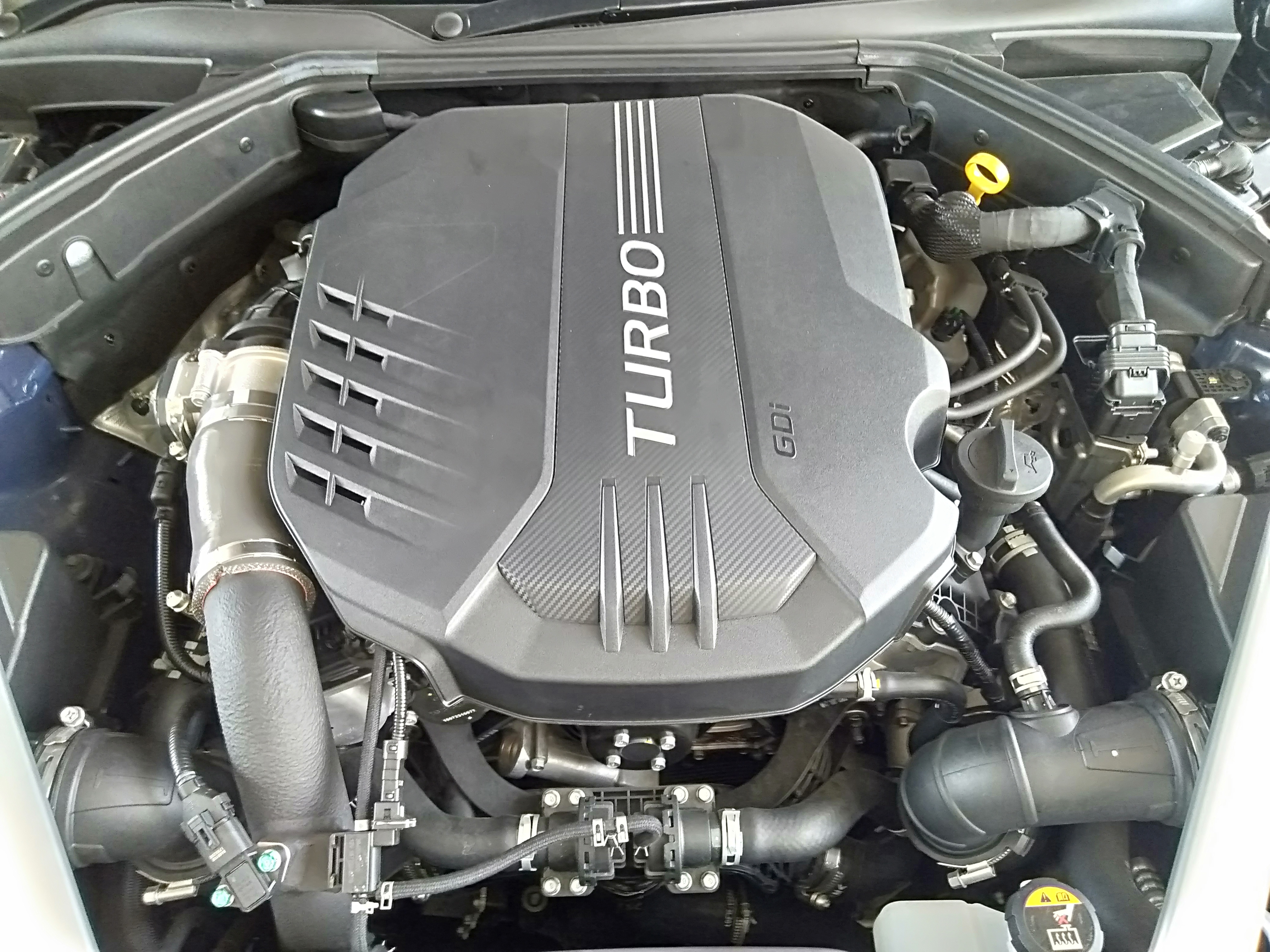
پیشرانهٔ ۳٫۳ لیتری لامبدا ۲ تی-جی‌دی‌آی بنزینی نصب شده برروی جنسیس جی۷۰